# Alfred Bruer
Pour les articles homonymes, voir Bruer.
Alfred Bruer (4 novembre 1897 à Schwäbisch Gmünd - 12 février 1976 à Schwäbisch Gmünd) est un militaire allemand, oberst durant la Seconde Guerre mondiale. Il a notamment commandé la 21e Panzerdivision en Afrique du nord.
Il a été récipiendaire de la croix de chevalier de la croix de fer. Cette décoration est attribuée pour récompenser un acte d'une extrême bravoure sur le champ de bataille ou un commandement militaire avec succès.

## Biographie
En 1914, Alfred Bruer s'engage comme volontaire de guerre dans la Première Guerre mondiale. À la fin de la guerre, il est lieutenant au 2e bataillon du 165e régiment d'infanterie.
Alfred Bruer est capturé par les troupes alliées après la chute de Tunisie en 1943. Il est libéré en 1947.

## Décorations
- Croix de fer (1914)
  - 2e classe
  - 1re classe
- Croix d'honneur
- Agrafe de la croix de fer (1939)
  - 2e classe
  - 1re classe
- Insigne de combat général
- Croix de chevalier de la croix de fer
  - Croix de chevalier le 30 juillet 1942 en tant que Oberst et commandant du Panzer-Artillerie-Regiment 155[1]
- Médaille de la valeur militaire (Italie) en Argent
- Bande de bras Afrika

### Citations
1. ↑  Fellgiebel 2000, p. 125.